# جامعة بولا

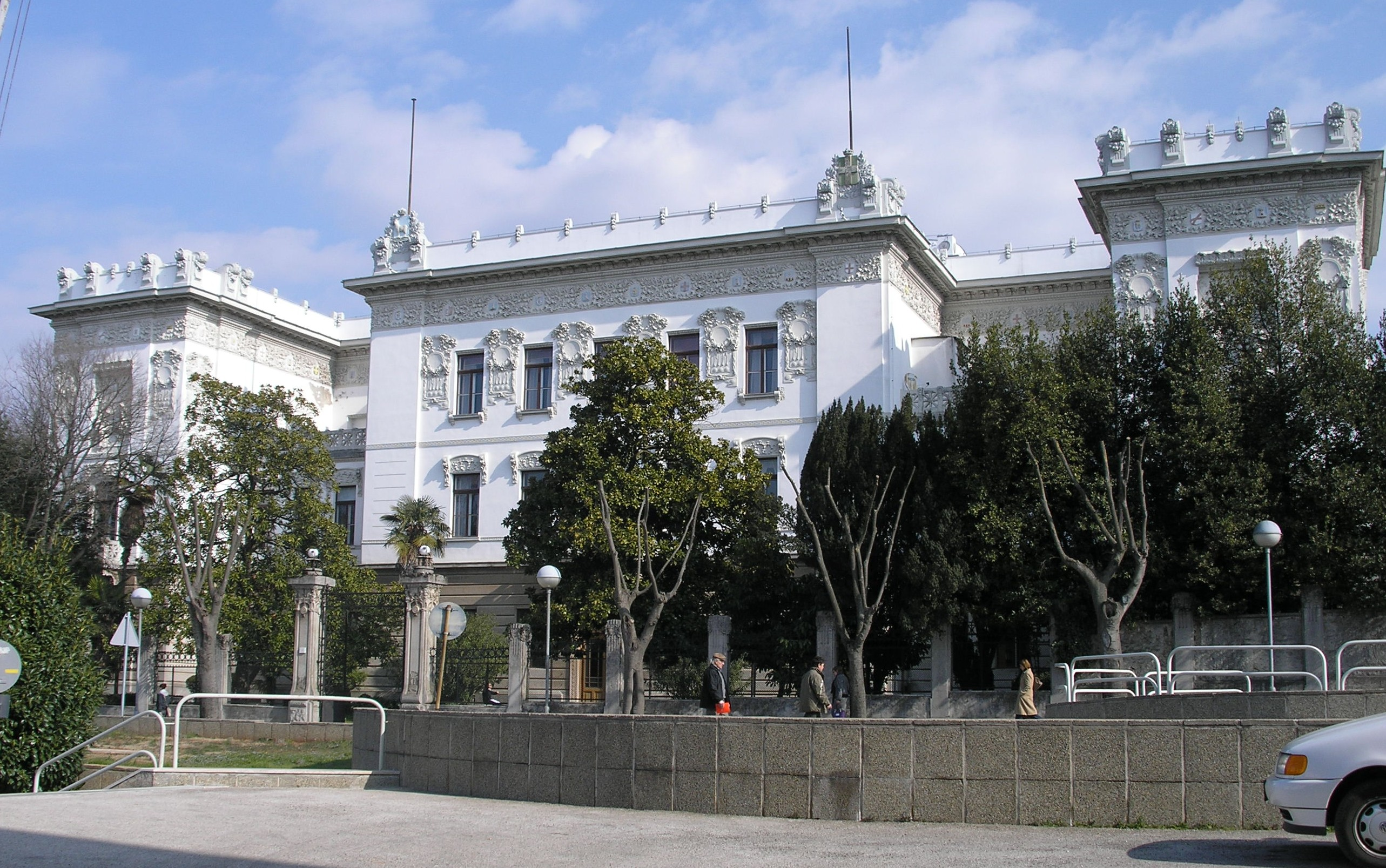
جامعة بولا

جامعة يوراي دوبريلى بولا (باللغة الكرواتية: Sveučilište Jurja Dobrile u Pul', لغة لاتينية: Universitas studiorum Polensis Georgii Dobrila) هي جامعة يقع في مدينة بولا في كرواتيا. تأُسست عام 2006.

## وصلات خارجية
- الموقع الرسمي